# Štefan Nahtigal
Štefan Nahtigal, slovenski hokejist, * 4. oktober 1978, Slovenija.
Nahtigal je igral za klub HK Triglav Kranj v sezonah 2000/01 in 2001/02 v slovenski ligi, kjer je skupno nastopil na triintridesetih tekmah, na katerih je dosegel dva gola in štiri podaje.
Tudi njegov brat Rok je bil hokejist.

## Pregled kariere
Odebeljeno - reprezentančni nastopi, glej tudi Statistika pri hokeju na ledu.
| Moštvo           | Liga           | Sezona |    | Redni del | Redni del | Redni del | Redni del | Redni del | Redni del |   | Končnica | Končnica | Končnica | Končnica | Končnica | Končnica |
| ---------------- | -------------- | ------ | -- | --------- | --------- | --------- | --------- | --------- | --------- | - | -------- | -------- | -------- | -------- | -------- | -------- |
| Moštvo           | Liga           | Sezona | OT | G         | P         | T         | +/-       | KM        | OT        | G | P        | T        | +/-      | KM       |          |          |
| HK Triglav Kranj | Slovenska liga | 00/01  |    | 20        | 2         | 4         | 6         |           | 2         |   |          |          |          |          |          |          |
| HK Triglav Kranj | Slovenska liga | 01/02  |    | 13        | 0         | 0         | 0         |           | 0         |   |          |          |          |          |          |          |
| Skupaj           |                |        |    | 33        | 2         | 4         | 6         |           | 2         |   |          |          |          |          |          |          |